# 斯图尔德天文台
斯图尔德天文台（Steward Observatory）位于美国亚利桑那州的图森市，隶属于亚利桑那大学天文系，由安德鲁·道格拉斯在1916年创建。本天文台管理和运行多台望远镜，包括6.5米的多镜面望远镜（MMT）、2台8.4米的大双筒望远镜（LBT）、以及位于格拉汉姆山国际天文台、基特峰国家天文台、弗雷德·勞倫斯·惠普爾天文台、萊蒙山天文台上的数个光学和亚毫米波望远镜。
本天文台曾为哈勃空间望远镜研制近红外线照相机和多目标分光仪（NICMOS）、为斯皮策空间望远镜研制多波段成像光度计（MIPS）。其镜面实验室（SOML）为大双筒望远镜、多镜面望远镜、麦哲伦望远镜、巨型麦哲伦望远镜（GMT）和大型綜合巡天望遠鏡（Large Synoptic Survey Telescope）等多个大型望远镜制造了主镜。

## 图片

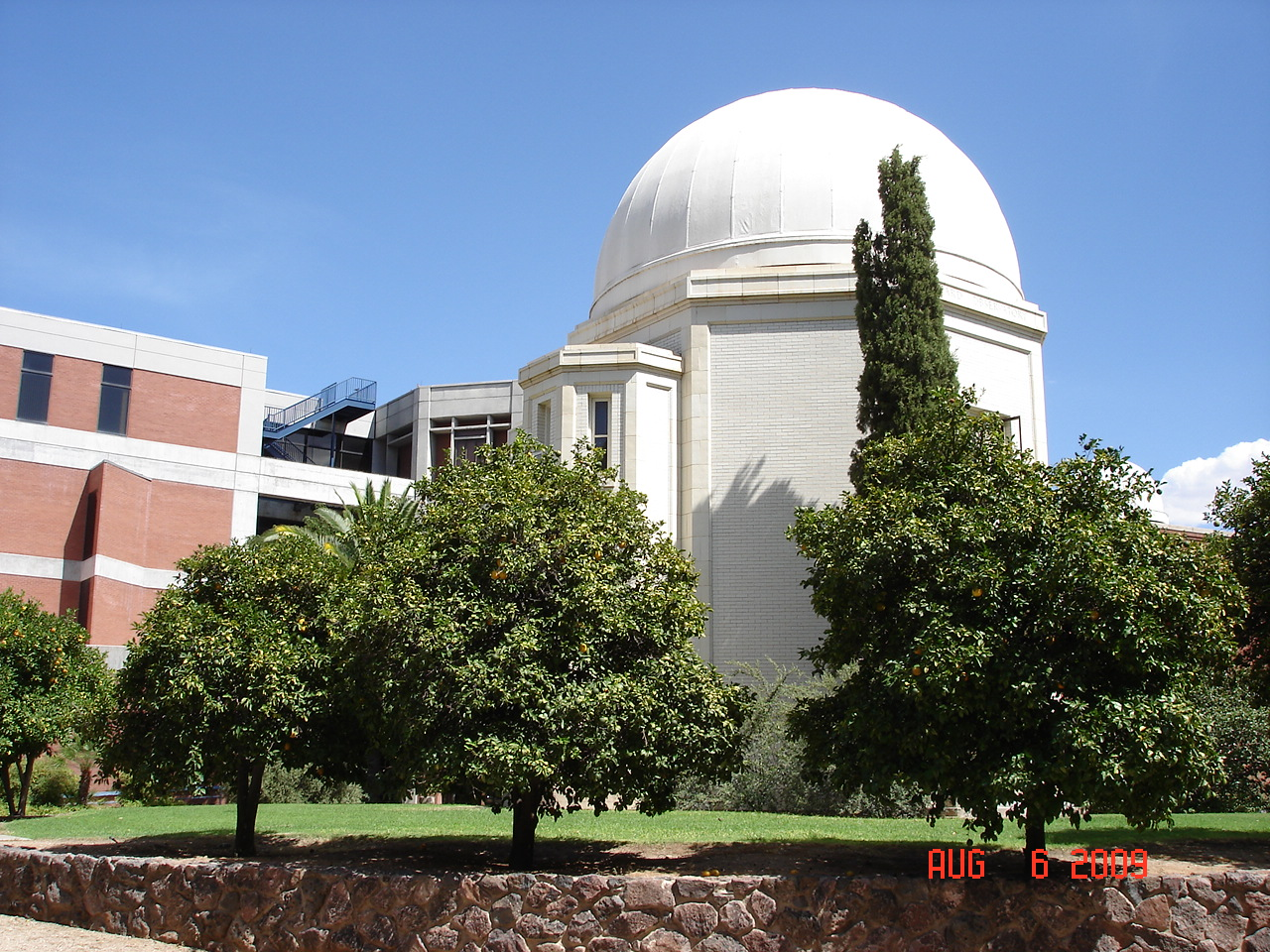
位于图森亚利桑那大学校园的天文台